# Egalitate (matematică)
În matematică egalitatea este o relație între două mărimi sau, mai general, între două expresii matematice, care afirmă că mărimile au aceeași valoare sau că expresiile reprezintă același obiect matematic, altfel spus o relație de identitate la nivel logic noțional. Egalitatea dintre A și B se scrie A = B și se pronunță „A este egal cu B”. Simbolul „=” se numește „semnul egal”. Două obiecte care nu sunt egale se spune că sunt diferite sau distincte.
De exemplu:
- {\displaystyle x=y} înseamnă că x și y sunt același obiect.[2]
- Egalitatea {\displaystyle (x+1)^{2}=x^{2}+2x+1} (o identitate) înseamnă că dacă x este un număr (oricare), atunci cele două expresii au aceeași valoare. Acest lucru poate fi enunțat și ca spunând că cei doi membri ai ecuației reprezintă aceeași funcție.
- {\displaystyle \{x\mid P(x)\}=\{x\mid Q(x)\}} dacă și numai dacă {\displaystyle P(x)\Leftrightarrow Q(x).} Această afirmație înseamnă că dacă elementele care satisfac proprietatea {\displaystyle P(x)} sunt aceleași cu elementele care satisfac {\displaystyle Q(x),} atunci cele două proprietăți definesc aceeași mulțime. Această proprietate este adesea exprimată ca „două mulțimi care au aceleași elemente sunt identice”. Este una dintre axiomele obișnuite ale teoriei mulțimilor, numită axioma extensionalității.[3]

Egalitatea apare și în folosirea mărimilor fizice (sau economice) în calculele care le conțin.

## Etimologie
Cuvântul provine din latină aequālis, care înseamnă „egal cu”.

## Proprietăți
- Proprietatea de substituție: Pentru orice mărimi a și b și orice expresie matematică F(x), dacă a = b, atunci F(a) = F(b) (cu condiția ca ambele părți să fie bine formate⁠(d)).

Câteva exemple specifice sunt:
- Pentru orice numere reale a, b și c, dacă a = b, atunci a + c = b + c (aici F(x) este x + c);
- Pentru orice numere reale a, b și c, dacă a = b, atunci a − c = b − c (aici F(x) este x − c);
- Pentru orice numere reale a, b și c, dacă a = b, atunci ac = bc (aici F(x) este xc);
- Pentru orice numere reale a, b și c, dacă a = b și c nu este 0, atunci a/c = b/c (aici F(x) este x/c);

- Proprietatea de reflexivitate: Pentru orice mărime a, a = a.
- Proprietatea de simetrie: Pentru orice mărimi a și b, dacă dacă a = b, atunci b = a.
- Proprietatea de tranzitivitate: Pentru orice mărimi a, b și c, dacă a = b și b = c, atunci a = c.[4][5]

Aceste ultime trei proprietăți fac din egalitate o relație de echivalență. 
Ele apăreau inițial printre axiomele Peano⁠(d) pentru numerele naturale. Deși proprietățile de simetrie și tranzitivitate sunt adesea văzute ca fundamentale, ele pot fi deduse din proprietățile de substituție și reflexivitate.
Aceste proprietăți, îndeosebi substitutivitatea, permit prelucrarea succesivă a expresiilor matematice. Această prelucrare este un exemplu de raționament matematic, des întâlnit în calculul unor mărimi fizice.

## Egalitatea ca predicat
Când A și B nu sunt complet specificate sau depind de unele variabile, egalitatea este o propoziție, care poate fi adevărată pentru unele valori și falsă pentru alte valori. Egalitatea este o relație binară (adică, un schemă predicat⁠(d) cu două argumente) care poate produce o valoare de adevăr (fals sau adevărat) din argumentele sale. Este o relație reflexivă, simetrică și tranzitivă. 
În programarea calculatoarelor, calculul său din cele două expresii este cunoscut ca comparație⁠(d).
Este un exemplu de expresie relațională, conținând pe lângă simbolurile operatorilor aritmetici și simbolul unei relații binare, similar relației de inegalitate.

## Ecuații
O ecuație este o problemă de găsire a valorilor unor variabile, numite necunoscute, pentru care egalitatea specificată este adevărată. Termenul „ecuație” se poate referi și la o relație de egalitate care este satisfăcută numai pentru valorile variabilelor care interesează. De exemplu, {\displaystyle x^{2}+y^{2}=1} este ecuația cercului unitate.